# Monica Frassoni
Monica Frassoni (Veracruz, Mexikó, 1963. szeptember 10. –) olasz politikus, 2009-ig az Európai Parlament tagja. Tagja az Olaszországi Zöld Pártnak. Az Európai Zöld Párt egyik szóvivője, Philippe Lamberts mellett.
Monica Frassoni Daniel Cohn-Bendittel töltötte be az Zöldek/Európai Szabad Szövetség elnöki pozícióját az Európai Parlamentben 2009-ig. 1999-ig, tíz éven keresztül, amíg be nem került a belga Ecolo zöld párt az Európai Parlamentbe tisztviselőként dolgozott az EP-ben. Frassoni előzőleg a Fiatal Európai Föderalisták (angolul: Young European Federalists) tagjaként dolgozott.

## Külső hivatkozások
- Monica Frassoni személyes weboldala
- Európai Parlament: Monica Frassoni profilja Archiválva 2007. március 10-i dátummal a Wayback Machine-ben
- Zöldek/Európai Szabad Szövetség: Monica Frassoni profilja